# Aeroporto di Niigata
L'aeroporto di Niigata (新潟空港?, Niigata Kūkō) (IATA: KIJ, ICAO: RJSN) è un aeroporto giapponese sito nel tessuto urbano della città di Niigata, capoluogo della prefettura omonima, nella Regione di Chūbu. Indicato dalle autorità dell'aviazione civile giapponese come aeroporto di seconda classe, lo scalo si trova a 6,7 km a nord est della stazione di Niigata.
La struttura è posta all'altitudine di 2 m s.l.m. (5 ft), costituita da un terminal passeggeri, una torre di controllo e da due piste, la più corta lunga 1 311 m e larga 46 m (4 300 x 150 ft) e orientamento 04/22, l'altra con dimensioni 3 000 x 46 m (8 200 x 150 ft) e orientamento 10/28, entrambe con superficie in conglomerato bituminoso ed equipaggiate con dispositivi di assistenza all'atterraggio tra i quali un impianto di illuminazione, la prima a bassa intensità LIRL e la seconda ad alta intensità (HIRL) con segnalazione della zona di touchdown (TDZL) (solo direzione 28), ed entrambe con indicatore di angolo di approccio PAPI, nella seconda solo direzione 22.
L'aeroporto, di proprietà del governo giapponese, è di tipologia mista, militare e civile, ed è aperto al traffico commerciale.

## Storia
L'aeroporto di Niigata storicamente fu un importante nodo di traffico aereo in entrata e uscita con l'Unione Sovietica e, dopo la sua dissoluzione, con la Russia, con voli di linea con destinazione aeroporto di Chabarovsk-Novyj fin dal 1973 e aeroporto di Vladivostok del 1993, che tra le altre finalità sono stati utilizzati per esportare prodotti agricoli dell'area di Niigata verso la Russia; tuttavia entrambi i voli vennero cancellati nell'inverno 2010 come conseguenza della maggiore disponibilità di voli dall'aeroporto Internazionale di Narita vicino a Tokyo.
Il traffico aereo vide un sostanziale incremento nel servizio nella primavera 2012, quando China Eastern Airlines, Fuji Dream Airlines e All Nippon Airways annunciarono l'apertura di nuove rotte, rispettivamente in direzione Shanghai, Nagoya e Narita.

## Incidenti
5 agosto 2013: il volo Korean Air 763, operato con un Boeing 737 in arrivo da Seul, atterrato sulla RWY 10/28 andò lungo superando il bordo pista, andando a fermarsi sull'erba e in prossimità del vicino estuario del fiume Agano. Benché l'incidente non avesse provocato né feriti né danni significativi al velivolo, il Japan Transport Safety Board (JTSB) annunciò che le indagini avrebbero classificato l'episodio "grave incidente". L'indagine riscontrò che, dopo che erano stati retratti deflettori e aerofreni, l'aeromobile perse temporaneamente tutta la pressione dell'impianto frenante per cinque o sei secondi durante la sua corsa di atterraggio, seguita da una applicazione improvvisa dei freni durante la finestra tra i 37 e i 45 secondi dopo l'atterraggio, riuscendo a bloccare il velivolo in tempo.

## Statistiche
Questo grafico non è disponibile a causa di un problema tecnico.
Si prega di non rimuoverlo.
Vedi la query Wikidata di origine.